# Pseudopyrochroa curteapicalis
Pseudopyrochroa curteapicalis is een keversoort uit de familie vuurkevers (Pyrochroidae). De wetenschappelijke naam van de soort is voor het eerst geldig gepubliceerd in 1943 door Pic.